# おとめ座HW星
おとめ座HW星(HW Virginis)とは地球から見ておとめ座の方向に位置するスペクトル型がsdB型のB型準矮星とM型の赤色矮星から成る連星系である。アルゴル型変光星でもある。

## 恒星系

### おとめ座HW星A
| 太陽 | おとめ座HW星A |
| ---- | ------------- |
| 太陽 | Exoplanet     |

おとめ座HW星Aはスペクトル型がsdB型で、大きさの割にとても高温なB型準矮星と呼ばれる恒星に分類される。質量は太陽の48%、半径は18%しかない。しかし、それに対して表面温度は28488Kと太陽(5778K)のほぼ5倍にもなる。また、光度も太陽の19.7倍と非常に明るい。おとめ座HW星Aはかつて、太陽クラスの恒星が赤色巨星になり、その外層が何らかの理由で消失して誕生したと考えられている。

### おとめ座HW星B
| 太陽 | おとめ座HW星B |
| ---- | ------------- |
| 太陽 | Exoplanet     |

おとめ座HW星Bはスペクトル型がM6-7型の赤色矮星である。大きさはおとめ座HW星Aとほぼ同じだが、質量はおとめ座HW星Aの約30%(太陽の14%)しかない。光度も太陽の0.3%しかなく、表面温度も3084Kと太陽の半分にも満たない。おとめ座HW星Aから太陽半径の0.85倍(59万1600km)の距離を地球に対し、80.92度傾いた軌道で公転しているとされている。

## 惑星系
2008年に連星系全体を公転している周連星惑星と呼ばれる太陽系外惑星が2つが発見された。周連星惑星の中で1つの連星系に複数の惑星が発見されたのはおとめ座HW星が初めてである。しかし内側を公転しているおとめ座HW星bは質量が大きい為、褐色矮星に分類される可能性がある。おとめ座HW星bが褐色矮星の場合、初めて複数の周連星惑星が発見された連星系は2012年に太陽系外惑星が発見されたケプラー47系になる。ちなみにOpen Exoplanet Catalogueではなぜかおとめ座HW星cは惑星として登録されておらず、恒星扱いになっている。
| 名称 （恒星に近い順） | 質量     | 軌道長半径 （天文単位） | 公転周期 (年) | 軌道離心率 | 軌道傾斜角 | 半径 |
| --------------------- | -------- | ----------------------- | ------------- | ---------- | ---------- | ---- |
| c                     | >8.5 MJ  | 3.62±0.52               | 9.08±0.22     | 0.31±0.15  | —          | —    |
| b                     | >19.2 MJ | 5.30±0.23               | 15.84±0.14    | 0.46±0.05  | —          | —    |